# Nigglaibach
Der Nigglaibach (auch Niggleibach, Niklaibach oder Nikolaibach) ist ein linker Nebenfluss der Drau in der Kreuzeckgruppe in Kärnten, Österreich.

## Verlauf
Der Nigglaibach entspringt im Mäuerle, südlich vom Hohen Bolz und östlich vom Geierspitz in 2082 Meter Seehöhe. In seinem gesamten Verlauf fließt er in ostsüdöstlicher Richtung, bis er im Ortsteil Feistritz der Gemeinde Sachsenburg in die Drau mündet.
Sein Einzugsgebiet gehört zur Gemeinde Sachsenburg.

## Wandern
Von Möllbrücke führt der Kreuzeck-Höhenweg über die Rogneralm zur Salzkofelhütte und weiter über das Kleine Kreuzeck (2505 m) nach Westen. Von Sachsenburg kann man über Nigglai und den Nigglaibach entlang ebenfalls zum Kleinen Kreuzeck wandern.

## Nebenbäche
Das Einzugsgebiet des Nigglaibachs hat eine Fläche von 32,3 Quadratkilometern. Die größten Nebenbäche sind:
| Name          | Mündungsseite | Mündungsort         | Einzugsgebiet in km² |
| ------------- | ------------- | ------------------- | -------------------- |
| Lackenbach    | rechts        | unter Hiasenalm     | 1,2                  |
| Kargrabenbach | rechts        | unter Hasslacheralm | 1,1                  |
| Kaiserbach    | links         | Kaiserwald          | 1,3                  |
| Weitenbach    | links         |                     | 1,5                  |
| Rohrerbach    | links         | Kohlstatt           | 1,0                  |
| Kaisertalbach | rechts        |                     | 9,5                  |

## Elektrische Energie
Im Bereich Kohlstatt wird Wasser des Nigglaibachs durch ein Stollensystem zunächst dem Kleinkraftwerk Niklai und danach dem Tagesspeicher Roßwiese der Kraftwerksgruppe Reißeck-Kreuzeck zugeführt.